# Carurú
Carurú est une municipalité située dans le département de Vaupés, en Colombie.